# I WiSH
I WiSH（アイウィッシュ）は、日本の音楽ユニット。所属レコード会社はソニー・ミュージックエンタテインメント。

## メンバー
- ai（あい、ソロでのクレジット川嶋あい、本名：川島 愛、ヴォーカル・ピアノ担当、福岡県福岡市出身、1986年2月21日 - ）
- nao（なお、キーボード担当、本名：菅原 直洋、東京都北区出身、1980年12月13日 - ）

## 略歴
- 表向きにはnaoが渋谷を歩いている時に街角でラジカセをバックにマイク1本で歌っていたaiと遭遇し、声をかけたのが結成のきっかけである（実際には川嶋を売り出すために事務所側の戦略として取られた短期間限定ユニット：各レコード店に配付されたソニー・ミュージック広報資料記載内容によると「優れた才能を埋もれさせてはいけないと思い ～中略～ 川嶋あいのためのソロユニットを期間限定で結成しました」とある）。その後、制作したデモテープを各レコード会社に送り、ソニー・ミュージックエンタテインメントと契約、デビューが決定した。
- 2002年10月から1年間、デビューシングル『明日への扉』がフジテレビ系列バラエティ番組「あいのり」の主題歌としてタイアップされた（ニッポン放送「あなたがいるから、矢口真里」エンディングでも使用された）。これがきっかけで、彼らの楽曲がカラオケリクエストランキング上位にランクインされるなど、人気が上昇し、『明日への扉』は90万枚の売上を記録した。
- 川嶋がソロ活動に専念するため、2005年3月24日に発売されたアルバムCD『WISH』のリリースをもって解散した。2006年2月8日にベスト・アルバム「BEST WiSHES」を発売。
- 2008年2月21日に、川嶋あいのバースデイライブ『Ai Kawashima Anniversary Live ～誕生日だからお祝いしNight!～』に特別ゲストと言う形で、一夜限りの復活ライブをした。「恋愛3部作」の他、アルバム収録曲、直前に発売された「LOVE SONGS 4 YOU」に収録された「永遠というこの瞬間に」等を披露した。
- 2023年2月14日、川嶋のデビュー20周年企画としてI WiSHの活動を再開し、新曲2曲をリリースすることが2月1日付で発表された[1]。

## ディスコグラフィ

### シングル
最初の3作品は「恋愛3部作」と題して制作された。「恋愛4部作目」として2008年2月14日発売のシングル、『LOVE SONGS 4 YOU』に「永遠というこの瞬間に」が発表されている。
|     | リリース      | タイトル         | 規格              | 販売生産番号                       |
| --- | ------------- | ---------------- | ----------------- | ---------------------------------- |
| 1st | 2003年2月14日 | 明日への扉       | 12cmCD            | SECL-282                           |
| 2nd | 2003年8月27日 | ふたつ星         | 12cmCD            | SECL-289                           |
| 3rd | 2004年5月19日 | 約束の日         | 12cmCD+DVD 12cmCD | SECL-75/6(初回生産限定盤) SECL-319 |
| 4th | 2004年8月18日 | キミと僕         | 12cmCD            | SECL-326                           |
| 5th | 2005年2月9日  | Precious days    | 12cmCD            | SECL-143                           |
| 6th | 2008年2月14日 | LOVE SONGS 4 YOU | 12cmCD            | SECL-593                           |

### 配信
| リリース      | タイトル                              |
| ------------- | ------------------------------------- |
| 2023年2月14日 | スノードーム～冬～ スノードーム～春～ |

### オリジナル・アルバム
|     | リリース      | タイトル                        | 規格   | 販売生産番号 |
| --- | ------------- | ------------------------------- | ------ | ------------ |
| 1st | 2003年10月1日 | 伝えたい言葉 ～涙のおちる場所～ | 12cmCD | SECL-30      |
| 2nd | 2005年3月24日 | WISH                            | 12cmCD | SECL-156     |

### ベスト・アルバム
| リリース      | タイトル                          | 規格              | 販売生産番号                        |
| ------------- | --------------------------------- | ----------------- | ----------------------------------- |
| 2006年2月8日  | BEST WiSHES                       | 12cmCD+DVD 12cmCD | SECL-343/4(初回生産限定盤) SECL-345 |
| 2008年2月14日 | The Complete Collection of I WiSH | 12cmCD            | SECL-590/2                          |

### 参加作品
- 山口百恵トリビュート Thank You For…part2 （2005年5月25日発売）
  - track2:「いい日旅立ち -Tribute Version-」として参加。この曲の通常バージョンは2ndアルバムに収録。